# Herodijada
Herodijada (grč. Hērôdiás), Aristobulova kći i unuka Heroda Velikog, odgovorna za mučeništvo Ivana Krstitelja.

## Životopis
Herodijada je rođena u 1. stoljeću pr. Kr. u vladarskoj obitelji. Isprva supruga svog strica Heroda Filipa, udala se za njegova brata Heroda Antipu, što im je zamjerao sv. Ivan Krstitelj. Herodijada je mrzila Ivana i tražila je priliku da ga ubije. Ukazala se na Herodov rođendan, kad je njezina kći Saloma plesala Ples sedam velova, a kralj joj pred svojim velikašima obećao što god poželi. Herodijada joj savjetuje da traži glavu Ivana Krstitelja, na što se Herod ražalosti, ali nije mogao odbiti. Poslao je krvnika koji mu je odrubio glavu, a Herod ju je dao Salomi na pladnju.
Nakon toga, Herodijada je nagovorila Heroda da u Rimu zatraži za sebe kraljevski naslov, zbog čega ga je car Kaligula protjerao u Galiju.

## Kasnija predaja
U kasnijoj predaji simbol je razvratne i vlastohlepne žene. Zajedno sa svojom kćerkom Salomom čest je motiv umjetničkih djela.